# Toto
Toto — американський музичний гурт, що виконує прогресивний рок, поп-рок, хард-рок та софт-рок. Спочатку до складу колективу входили Девід Пейч (співак, клавішні музичні інструменти), Стів Лукатер (гітара, вокал), Боббі Кімбелл (вокал), Стів Поркаро (клавішні), Джефф Поркаро (ударні музичні інструменти, перкусія), Девід Ганґейт (бас-гітара).
Toto був утворений в Каліфорнії 1977 року. У своєму музичному стилі гурт зумів поєднати прогресивний рок, ритм-енд-блюз та хард-рок, що проявилося в їх дебютному альбомі Toto, а також й інші жанри, такі як: соул, фанк та джаз. Наприкінці 70-х та на початку 80-х гурт досяг успіху.
Першим комерційно успішним синглом Toto стала пісня «Hold the Line», однак більшого успіху вони добилися після того, як в 1982 році був виданий їх найуспішніший альбом — Toto IV, завдяки якому вони були номіновані на «Нагорода Греммі» у номінації"Відкриття року". Колектив виграв «Греммі» в номінаціях «Альбом року» та «Запис року». Пісні з Toto IV — «Africa» І «Rosanna» довгий час панували в американському радіоефірі. Платівка отримала триразовий мультиплатиновий статус в США, а в Великої Британії стала золотою. Такі альбоми та сингли не змогли повторити цього успіху.
Крім альбомів, колектив написав музику, яка увійшла до саундтреку до фільму «Дюна». Попри смерть Джеффа Поркаро в 1992 році, Toto продовжували виступати з гастролями, виконувати пісні та записувати альбоми до 2008 року, коли гурт оголосив про розпад та повне припинення своєї діяльності. У 2009 році гурт був включений в Зал слави музикантів. У 2010 році гурт знову возз'єднався. За свою кар'єру до 2012 року Toto випустили 17 альбомів та продали 30 мільйонів копій своїх записів.

## Історія гурту

### Заснування і дебютний альбом (1976—1978)

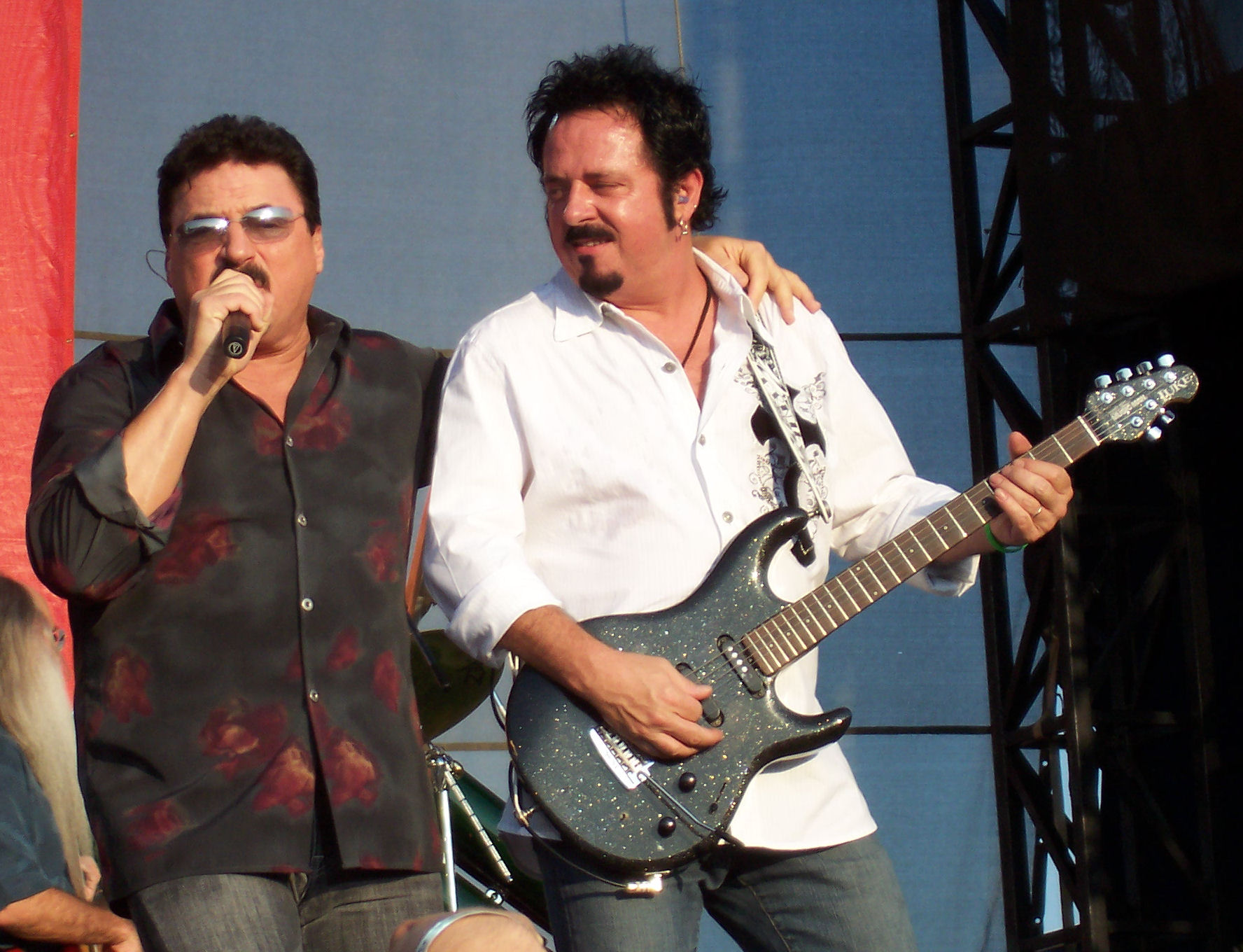
Боббі Кімболл і Стів Лукатер 2007 року.
Успіх до гурту прийшов моментально, після того як «Hold the Line» став хітом, Toto вперше зазвучали на радіо. «Я спав, — говорить Кімболл. Я поставив будильник раніше, оскільки ми збиралися створити промо. Я подзвонив до Пейча по телефону, а він тим часом намагався включити радіо». Стів Люкатер згадував про це так: «Я сидів у своєму будинку один з маленькою сльозою в моєму оку. Ми з'явилися на радіо в Лос-Анджелесі»

В 1976 році барабанщик Джефф Поркаро та клавішник Девід Пейч, що працювали сесійними музикантами та відомі по своїй співпраці зі Steely Dan та Бозом Скегзом вирішили створити власну команду. Один з братів Поркарі — Джефф писав пісні, а також виступав виконавцем на альбомі Скегза Silk Degrees. Інші брати Поркаро Майк і Стів, що вже встигли внести вклад у розвиток жанру софт-рок, об'єднали свої зусилля разом з Пейчем, Боббі Кімболлом, співаком з Луїзіани, Стівом Лукатером, Джеффом та Девідом Ганґейтом (вибравши його члени гурту вважали, що він буде ідеальний як басист) та уклали контракт з лейблом Columbia Records в 1977 році.
Після формування гурту, Девід Пейч розпочав працювати над дебютним альбомом. Учасники славилися своїм досвідом роботи в студії, тому вирішили схрестити музичні жанри прогресивний рок, ритм-енд-блюз та хард-рок разом. Написавши матеріал для альбому, учасники прийшли в студію. Джефф Поркарі написав слово Toto на демоверсії гурту для того, щоб їх записи можна було легко виявити там. Він пояснив, що це слово на латинській мові означає «цілий». Так була названа дебютна платівка і сама назва гурту.
В 1978 році гурт випустив дебютний альбом під назвою Toto. Перший сингл з нього, «Hold the Line», написаний Девідом Пейчем та спродюсований самим колективом, був виданий в тому ж році і піднявся до 3 позиції в Швеції, в США композиція посіла 5 позицію у чартах. Такі сингли «I'll Supply the Love» і «Georgy Porgy» теж виявилися достатньо успішними: «Georgy Porgy» у Новій Зеландії дістався до одинадцятої позиції, а «I 'll Supply the Love» — до двадцять дев'ятого. Сам альбом також мав попит, і був помічений в хіт-парадах Швеції, де посів п'яте місце, а також Нідерландів, Норвегії та Нової Зеландії. Випустивши дебютний альбом, гурт встановив своєрідні стандарти в рок та поп-музиці. На пісні «Hold the Line», «I 'll Supply the Love» і «Georgy Porgy» режисером Майклом Коллінзом були зняті відеокліпи: на відміну від перших двох, кліп на «Georgy Porgy» являв собою лише концертний запис.

### HydraіTurn Back(1980—1981)
В 1979 році Toto випустили другий студійний альбом під назвою Hydra, його звучання виявилося декілька більш жорстким у порівнянні з дебютним. Він не зміг повторити успіху свого попередника, хоча і потрапив у хіт-паради, де опинився далеко за межами найкращої двадцятки, але в Норвегії несподівано посів перше місце.
Сингл «99» піднявся до 11 позиції в Новій Зеландії, а в США влаштувався на двадцять шостому місці. На створення цієї композиції музикантів Toto надихнув фільм Джорджа Лукаса «THX 1138», де людей замість імен називали по номерами. Решта сингли з альбому — «St. George and the Dragon» і «All Us Boys» — в хіт-паради не потрапили. В США альбом Hydra став золотим.
Випробувавши розчарування від прийому, наданому платівці Hydra, гурт, тим не менш, продовжив рух у бік ще більш жорсткого звучання. Наступний, третій за рахунком альбом Turn Back був набагато жорсткіше перших двох робіт і на радіо-ротацію не потрапив. До того ж, попри віртуозну виконавську майстерність, вчергове продемонстровану музикантами, на Turn Back їм не вдалося домогтися цілісного індивідуального звучання, і альбом повністю провалився. На думку критиків, його прослуховування не залишає ніяких вражень, а композиції не запам'ятовуються.

### Toto IV. Успіх (1982—1983)

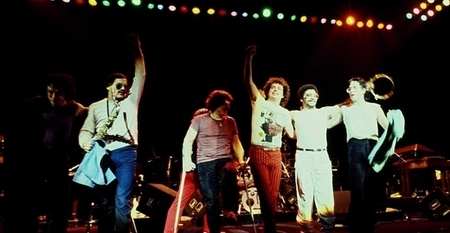
Toto в Лондоні в 1982 році. Зліва направо: Стів Поркаро, Джон Сміт, Боббі Кімболл, Стів Лукатер, Ленні Кастро, Джефф Поркаро.

1982 рік став найуспішнішим в історії гурту. З минулих невдач були зроблені висновки, і колектив, змінивши творчі орієнтири, зі своїм новим альбомом Toto IV, що вийшов в квітні, досяг неймовірного та несподіваного, навіть для самих музикантів, успіху. Перший сингл з нового альбому, «Rosanna», написаний Девідом Пейчем, дістався до другого місця в Норвегії і до третього в Швейцарії. На батьківщині гурту він піднявся до другого рядка в Billboard Hot 100, де пісня перебувала протягом п'яти тижнів, що стало майже безпрецедентним для 80-х випадком. Другий сингл «Make Believe» потрапив на тридцяте місце в хіт-параді США. Третій сингл з альбому, «Africa», написаний Девідом Пейчем та Джеффом Поркаро, очолив американський хіт-парад Billboard Hot 100 та потрапив в Топ 10 в Австрії, Нідерландах, Бельгії, Новій Зеландії та Швейцарії.
На написання цієї пісні Пейча надихнув документальний фільм про Африці, в якому розповідалося про численні страждання населення континенту: і в тексті пісні також є відсилання до того, що в Африці голодують мільйони людей. Один музикознавець заявив, що ритм композиції може бути схожий на одну мелодію, яку грають в Малі. Четвертим синглом з альбому стала композиція «I Won't Hold You Back», що опинилася на першому рядку в американському чарті Hot Adult Contemporary Tracks. Також гурт випустив композицію «Waiting for Your Love» синглом, а «Afraid of Love» — промо-синглом. У тому ж 1982 році Стів Поркаро брав участь у записі альбому Thriller співака Майкла Джексона, написавши композицію «Human Nature» для нього у співавторстві з Джоном Беттісом.
Альбом Toto IV непогано ротувався в чартах, в американському чарті Billboard 200 він потрапив на восьме місце; що було великим досягненням для гурту порівняно з попередніми дисками Toto, Hydra і Turn Back. Альбом був сертифікований як платиновий в США, де він став другим платиновим диском після Toto. Після продажу 200 000 копій Toto IV отримав другий платиновий статус від Канадської асоціації звукозаписних компаній, а також він став платиновим у Франції. У Великій Британії платівка стала золотою.
З травня по листопад 1982 гурт влаштував турне Toto IV Tour на підтримку альбому. Однак басист Девід Ганґейт не зміг взяти в ньому участь, бо, ставши батьком, мав більше часу приділяти родині. Замість нього в турне поїхав ще один брат Джеффа, Майк Поркаро, який опинився відмінною заміною вибулому Ганґейту. Три кліпи на пісні «Rosanna», «Africa» та «Waiting for Your Love» були зняті вже з новим басистом. В музичному кліпі на пісню «Rosanna» задіяні безліч танцюристів, серед яких актриса Синтія Родс, як головна героїня, і актор Патрік Свейзі. Режисером цього ролика, а також кліпу на пісню «Africa», дія якого відбувається в бібліотеці, виступив ірландський кліпмейкер Стів Беррон.
В 1983 році тиражі Toto IV досягли мільйона копій. Завдяки успіху альбому та супутніх синглів, Toto були представлені у ряді номінацій премії «Греммі» та виграли шість з них, включаючи найпрестижніші: «Найкращий альбом» і «Запис року», а також номінацію «Продюсер року». В одній з ключових номінацій, «Пісня року», «Rosanna» все ж поступилася композиції «Always on My Mind» від ветерана кантрі Віллі Нельсона, однак гурт встановила рекорд за кількістю статуеток «Греммі», отриманих на одній церемонії. Ще одна, сьома статуетка дісталася Стіву Лукатеру, як одному з авторів пісні «Turn Your Love Around», виконаної Джорджем Бенсоном та визнаною найкращою в жанрі ритм-н-блюз.

### IsolationіDune(1984—1985)
До того моменту, як Toto отримали загальне визнання та опинилися на вершині успіху, в студії вже повним ходом йшла робота над п'ятим студійним альбомом гурту. Однак у колективі назрівали розбіжності. За спогадами вокаліста Боббі Кімболла, всі музиканти більшою чи меншою мірою вживали наркотики, причому сам Кімболл був серед перших. Кімболла звільнили з гурту, Toto втратили підтримку CBS Records, а більш ніж наполовину готовий матеріал нового альбому довелося переписувати з іншим вокалістом, якого ще належало знайти. Поркаро заявив, що їм потрібен великий виконавець, і притому ідеально відповідний для гурту. Пропозицію відправили Річарду Пейджу з Mr. Mister, але той відмовився. У підсумку Кімболл був замінений на Фергі Фредеріксена з гурту Le Roux і в 1984 році робота над альбомом відновилася.

### FahrenheitіThe Seventh One(1986—1988)
Після відносно слабкого альбому, Фергі Фредеріксон був замінений на Джозефа Вільямса. Учасники гурту розраховували, що запишуть альбом схожий з Toto IV по музичним стурктурам. Стиль альбому включає джазові композиції в стилі Майлза Дейвіса, рок-н-рольні балади, пісні в стилі поп і фанк. Більшість композицій вже було написано до приходу Джозефа Вільямса, а робота над диском велася 8 місяців. У записі диска брав участь сам Майлс Дейвіс, Дон Хенлі, Майкл Макдональд та Девід Сенборн.
Сингл «I 'll Be Over You» був успішний та продавався непогано, однак кінець надій на успіх був близький. В Європі і в США інтерес до творчості гурту почав стрімко вгасати, сингли «Without Your Love» і «I 'll Be Over You» практично обійшли стороною чарти, за винятком Нідерландів, там сингл «Without Your Love» зайняв шістдесят четверту місце, а «I 'll Be Over You» добрався до тридцять восьмої позиції. Хоча Fahrenheit посів третє місце в Японії та сьоме в Фінляндії.
У цей час Стів Люкатер подорожував по Японії, де йому вдалося виступити на одній сцені з легендарними гітаристам Джеффом Беком та Карлосом Сантаною. Також він зустрівся з Саймоном Филипсом — сессіонщіком, який грав разом з The Who, Майком Олфілдом та Міком Джаггером. Після його повернення Toto вирушили в турне Fahrenheit World Tour.
Турне в підтримку альбому проходило в 1986 році, в цей час Вільямс вперше побував в Японії.
В 1988 році був виданий альбом The Seventh One, спродюсований Джорджом Мессенбургом. Пісні «Stop Loving You» і «Pamela» стали хітами, так «Stop Loving You» у Нідерландах і в Бельгії добарлась до другого рядка, «Pamela» зайняти двадцять другий рядок у США. Сам альбом виявився успішнішим ніж Fahrenheit, і посів перше місце в хіт-параді Нідерландів, в Швеції, Норвегії та Швейцарії він потрапив в найкращу п'ятірку, а в Австрії посів дев'яте місце. У 1989 році вокаліст Джозеф Вільямс залишив гурт в самий розпал туру The Seventh One Tour.

### Past to PresentіKingdom of Desire(1989—1992)

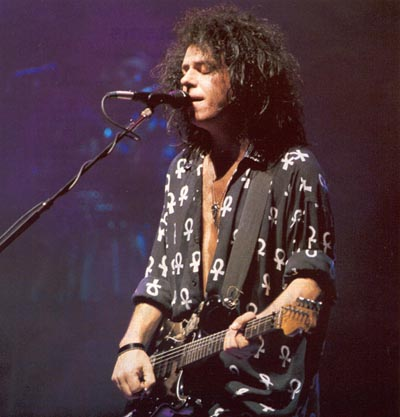
Гітарист Стів Лукатер під час Past to Present Tour в 1990 році.

Після відходу Вільямса в 1989 році до гурту повернувся Боббі Кімболл. За задумом музикантів саме він повинен був виконувати пісні, проте лейбл змусив їх прийняти невідомого Жана Мішеля Байрона, і вже записаний з Кімболлом матеріал був відхилений. Пісня «Goin' Home» з вокалом Кімболла вперше з'явилася в 1998 році на ювілейному збірнику Toto XX. А в 1990-му вийшов перший збірник найкращих пісень Toto під назвою Past to Present, куди увійшли хіти з виданих альбомів гурту, а також чотири нові пісні, написані за участю Жана Мішеля Байрона і в його ж виконанні.
Однак гурт був не в захваті від нового вокаліста, оскільки вони його не вибирали. Жан Мішель Байрон покинув гурт під час нового турне колективу.
Після того як в 1991 році Toto вчергове залишилися без лідер-вокаліста, його функції взяв на себе Стів Лукатер, і гурт розпочав працювати над дев'ятим студійним альбомом Kingdom of Desire. Музиканти чудово розуміли, що їх слухач давно розташований в Європі, саме там альбом і був видано в вересня 1992 року та лише 11 травня наступного року в США. Цей альбом Toto став останнім для засновника гурту і її незмінного барабанщика Джеффа Поркаро — він помер незадовго до релізу, 5 серпня 1992 року в результаті серцевого нападу. Було оголошено, що Джефф отруївся пестицидами, якими обприскував свій сад. Однак розтин не підтвердив цю версію, в той час як в його крові були виявлені сліди кокаїну, який, згідно з висновком, і став причиною смерті. Крім роботи в Toto за своє життя Джефф Поркаро встиг попрацювати з такими зірками як: Елтон Джон, Пол Маккартні, Дон Хенлі. Незадовго до смерті Джефф співпрацював з Брюсом Спрінгстіном і взяв участь у записі останнього альбому Dire Straits On Every Street.
Подальше існування гурту опинилося під питанням. Перспектива гастролей на підтримку нового альбому без Джеффа Поркаро була настільки гнітючою, що Toto мало не розпалися. Але сім'я Джеффа наполягла на збереженні колективу. Тоді Стів Лукатер згадав про англійського барабанщика Саймона Філліпса, з яким познайомився в 1986 році в Японії та який, за спогадами, подобався самому Джеффу. Філліпс став єдиним претендентом на місце Джеффа Поркаро, якому було надіслано запрошення, і він його прийняв. Toto з новим барабанщиком вирушили в Kingdom of Desire Tour, присвячений пам'яті засновника гурту. На основі записів з цих виступів в 1993 році був змікшований та виданий перший концертний альбом Toto під назвою Absolutely Live. Люкатер настільки освоївся за мікрофонною стійкою, що згодом критики дивувалися, чому ідея зробити його основним вокалістом прийшла музикантам так пізно. Іноді Люкатера замінювали сесійні лідер-і бек-вокалісти — коли справа доходила до хітів, знайомих фанатам у виконанні Кімболла, Фредеріксона або Вільямса.
14 грудня 1992 року в Лос-Анджелесі відбувся великий концерт, також присвячений пам'яті барабанщика Toto. На одній сцені Амфітеатру Universal з гуртом виступили: Дон Хенлі, Едді Ван Гален, Дональд Феген, Волтер Бекер, Боз Скаггз, Майкл Макдональд, Джеймс Ньютон Говард, Річард Маркс; спеціальним гостем програми був Джордж Гаррісон. Разом з музикантами Toto вони виконали різні пісні колективу. Смерть Джеффа Поркаро стала великою втратою як для його брата Майка, так і для Хенлі, з яким Джефф був у добрих стосунках. Хенлі пізніше згадував, що Джефф був великим ентузіастом, який міг змусити тебе повірити, що все, що ти твориш — важливо та добре. Хенлі згадував про нього як про людину, яка завжди знаходиться в гарному настрої та ніколи не виглядає втомленим. Фанати припускали, що концерт пам'яті Джеффа Поркаро — останній в історії гурту, однак музиканти продовжили свою творчість, в тому числі і в пам'ять про свого друга. Саймон Філліпс закріпився в гуртові, привнісши до музики Toto важче та ритмічніше рок-н-рольне звучання.

### 1997—1999: Повернення Боббі Кімболл таMindfields
В 1997 році Toto відзначили своє двадцятиліття. На честь ювілею вони планували випустити альбом Toto XX, включаючи трек «Africa», який був виконаний гуртом в Йоганнесбурзі, і був виданий у 1998 році, повторно ввійшовши в хіт-паради.
Через 17 років в гурт повернувся вокаліст Боббі Кімбол та гурт записав з ним новий альбом Mindfields, який включав в себе 14 нових пісень, включаючи «Caught in the Balance», «Melanie», «Mad About You» і «After You've Gone». Диск був записаний в первинному складі (за винятком Джеффа Поркарі): Девід Пейчев (клавішні), Стів Люкатер (гітара, вокал), Майк Поркарі (бас-гітара), Саймон Філліпс (ударні) та Боббі Кімболл (вокал). Продюсували диск Toto та Еліот Шейнер. У тому ж році Toto були номіновані на «Греммі» в номінації Best Engineered Album.
Альбом потрапив у чарти дев'яти європейських країн, а найвищу позицію він зайняв у Фінляндії — п'ятому. Сингл «Melanie» потрапив в чарт Нідерландів на шістдесят четверте місце, а в Фінляндії двадцятого. Після успіху альбому, Toto влаштували турне Mindfields Tour в його підтримку, а також почали готується до запису концертного альбому Livefields.

### Двадцятип'ятиріччя гурту іThrough the Looking Glass(2002—2005)

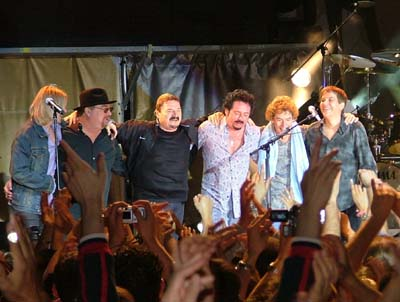
Toto в 2004 році.

В 2002 році гуртові виповнилося 25 років. На честь цього музиканти повернулися в студію для запису альбому Through the Looking Glass, в який були включені кавер-версії пісень різних виконавців, за словами самих учасників Toto, надихаючих їх на власну творчість. Серед пісень, обраних Toto для цього альбому, композиції таких виконавців, як: The Beatles, Елвіс Костелло, Боб Марлі, Боб Ділан, Cream, Steely Dan, The Temptations, Гербі Генкок, Стіві Вандер та Елтон Джон. Випуском альбому займався лейбл Capitol Records, а вступив він у продаж 21 жовтня в Європі і 5 листопада в США. Критики доброзичливо зустріли альбом, зазначивши музичний смак учасників Toto, але розкритикували платівку за те, що в давно відомі хіти гурт практично не вніс нічого нового, обмежившись створенням копій, нехай і гарної якості. Пісня Боба Марлі «Could You Be Loved» була видана синглом, який однак не домігся комерційного успіху, обійшовши стороною хіт-паради.
Альбом також був успішний, хоча і з'явився в деяких європейських чартах, а в чарті Данії гурт з'явився вперше.
Одразу після європейського релізу Through the Looking Glass, з кінця жовтня по грудень, гурт перебував в турне 25th Anniversary Tour, відвідавши Європу та Південно-Східну Азію. Як ще один сюрприз для шанувальників Toto, Sony тоді ж видала збірку Greatest Hits… and More на трьох CD. На збірці присутній новий трек — «Moodido», який раніше офіційно не видавався. Третій диск альбому містить акустичні версії композицій з альбомів Absolutely Live і Livefields.

### 2006—2008:Falling in Betweenта розпад
В 2006 році гурт випустив альбом Falling in Between, в його записі брав участь колишній вокаліст Джозеф Вільямс. На альбомі гурт повністю розкрив свій ідеалізм та професіоналізм, хоча здавалося, що гурт вже вичерпав свої можливості. Сильним чином відчуваються відгуки з 80-х, що особливо яскраво виражено в пісні «Dying on My Feet», яка звучить як суміш Chicago та Foreigner, переважно завдяки учаснику Chicago — Джеймсу Пенкоу, який грав на тромбоні під час запису диска. Попри те, що альбоми та сингли, випущені в 2000-х роках не повторили такого успіху як Toto і Toto IV, творчість гурту продовжувала користуватися популярністю в Європі, тому Falling in Between потрапив у європейські хіт-паради, в тому числі і в італійський. 2006 року гурт вирушив в турне Falling In Between World Tour без Майка Поркарі, який не зміг брати участь в турне через хворобу і якого замінив Лі Склера, що зміг стати Майку відмінною заміною.

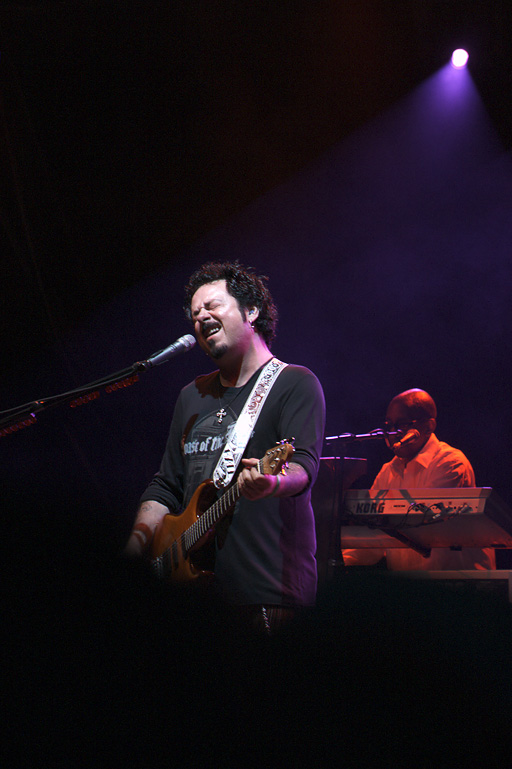
Стів Люкатер і Грег Філлінганез 2007 року

В 2008 році гурт випустив концертний альбом Falling in Between Live, який був добре оцінений критиками. Стів Люкатер повідомив, що альбом Falling in Between названий так, оскільки команда вже не молода, але й не занадто стара, а також оголосив, що тур по США проведений в 2007 році був останнім у кар'єрі гурту. Концертний альбом доступний як на CD так і на DVD. Альбом містить як композиції з нещодавно виданих альбомів, так і старі хіти на кшталт: «Africa», «Rosanna» і «Hold The Line».
Альбом був записаний на одному концерті гурту у Франції. Журналіст з Звукі.ру — Дмитро Бебенін назвав його відмінним альбомом з масою першокласних околоджазових імпровізацій, додавши що, він є «ліками для відновлення душевної рівноваги й віри в старих рокерів». Мабуть це рідкісний випадок коли американці беруть перемогу над англійцями на рингу серйозної дорослої музики.
У тому ж році Стів Люкатер оголосив, що колектив розпадається через часті зміни в складі команди, а також через проблеми з лейблом, який відмовлявся розривати контракт.
|                 | Я більше не можу просто так вийти на сцену та грати Hold the Line. Ми записали трек коли мені було 19 років, а зараз мені 50. Мені дуже складно грати на сцені з учасниками та продовжувати посміхатися, знаючи, що Америці начхати на нас. Єдине заради чого ми так довго граємо — це музика, але ми вже не та група однокласників, які заснували її в 70-х роках. Раніше наші погляди на життя і речі були загальними, а тепер це єдність пропало. Я просто більше не можу обманювати себе і повинен зізнатися, що робота в Toto не приносить мені жодної радості. Як постійний член колективу, я вирішив розпустити гурт, щоб почати все з чистого листа. |
| — Стів Люкатер. | |

### 2010: Відродження Toto
У січні 2010 року Стів Люкатер записував свій сольний альбом All's Well That Ends Well, який вийшов наприкінці 2010 року. Тим часом в тому ж році Стів Люкатер оголосив, що перше шоу гурту після розпаду повинно відбудуться в Німеччині. Гурт знову почав виступати у складі: Стів Люкатер, Девід Пейчев, Саймон Філіпс, Стів Поркарі та Джозеф Вільямс. Майк Поркарі покинув колектив в зв'язку з появою у нього хворобою бічного аміотрофічного склерозу. Боббі Кімболл також покинув колектив.
В 2012 році Стів Люкатер брав участь у світовому турне гурту Рінго Старра All Starr Band разом з Тоддом Рундгреном, Річардом Пейдж та Грегом Ролі з Journey.

## Стиль, вплив, відгуки критиків і інших музикантів
Учасники гурту Pendulum в інтерв'ю заявили, що вони люблять прогресивний рок, зокрема творчість Toto за їх «бездоганне виконання та геніальний для 80-х продакшн». Американський продюсер та музикант Сонні Бонно в інтерв'ю журналу Spy зізнався, що Toto є його улюбленим колективом.
Журналіст порталу Звуки.ру зараховує Toto до прог-рокових колективів 1970-х років, які почали грати поп в 80-х, і порівнює стиль гурту з Journey та Styx, які, також як і Toto, виконували мелодійний артрок з джазовими елементами; за словами оглядача, слово «мелодійний» дуже до речі, оскільки з часом мелодії вийшли на перший план, а артрокові номери додали в стиль гурту «якусь пишність».
Дебютний однойменний альбом гурту був негативно оцінений музичними критиками, проте вони визнали, що Toto мали істотний вплив на музику 70-х.
Знаменитий хіт Toto «Africa» був переспіваний багатьма виконавцями, в тому числі колективом Low. Однак критики не завжди позитивно відгукувалися про цей трек. Радіостанція BBC 6 Music занесла її до списку претендентів на «звання» поп-пісні з гіршим текстом, який порахували незрозумілим. І хоча вона не стала найгіршою композицією, її занесли до списку на шосте місце. Елементи пісні використав у своїх доріжках Xzibit. JoJo використовувала семпл з треку «Africa» в композиції «Anything», вокальна структура якої також нагадує «Africa». Діджей Роджер Санчес використовував семпл з пісні Toto «I Won't Hold You Back» на своєму треку «Another Chance», який став хітом номер один у Великій Британії.
Композиція Kino «Room for Two» з їхнього альбому Picture часто порівнюється з музикою гурту через занадто подібні гітарних рифів.
На альбомі гурту Yeasayer Odd Blood можна легко помітити наслідування Toto в треку Madder Red, крім того Toto вплинули на Mylo та Chromeo. Індонезійський кантрі-гурт Dewa 19 також визнає, що поряд з гуртами Queen і U2 Toto справили великий вплив на їхню творчість.
Журнал Billboard назвав учасників гурту «самими затребуваними сессіонщіками», пізніше Стів Поркаро сам почав називати всіх студійними сесіонщіками.

## Дискографія

### Студійні альбоми
- 1978: Toto
- 1979: Hydra
- 1981: Turn Back
- 1982: Toto IV
- 1984: Isolation
- 1986: Fahrenheit
- 1988: The Seventh One
- 1992: Kingdom Of Desire
- 1995: Tambu
- 1999: Mindfields
- 2002: Through the Looking Glass (альбом каверів)
- 2006: Falling In Between
- 2015: Toto XIV

### Концертні альбоми
- 1993: Absolutely Live
- 1999: Livefields
- 2003: Live in Amsterdam
- 2007: Falling in Between Live

### Компіляції
- 1990: Past To Present 1977 — 1990
- 1995: Best Ballads
- 1998: Toto XX (збірка треків, що раніше не видавалися)
- 2003: The Essential Toto

## Учасники гурту

### Поточний склад
- Стів Лукатер — вокал, гітара, клавішні, мандоліна (1977—2008, 2010 — дотепер)
- Девід Пейч — клавішні, вокал (1977—2008, 2010 — дотепер)
- Стів Поркаро — клавішні, вокал (1977—1986, 2010 — дотепер)
- Майк Поркаро — бас-гітара, віолончель (1982—2008, хворий)
- Джозеф Вільямс — вокал (1986—1989, 2010 — дотепер)
- Саймон Філліпс — ударні, перкусія, клавішні (1992—2008, 2010 — дотепер)

### Колишні учасники
- Джефф Поркаро — ударні (1977—1992) †
- Боббі Кімбелл — вокал, додаткові клавішні (1977—1982, 1998—2008)
- Девід Ганґейт — бас-гітара (1977—1982)
- Денніс Фредерікс — вокал (1984—1985)
- Жан-Мішель Байрон — вокал (1990)
- Ґреґ Філлінґанез — клавішні, синтезатор, вокал (2005—2008)